# Suelo (arquitectura)
Desde el punto de vista arquitectónico, se llama suelo al terreno donde se fabrica un edificio y que abarca hasta una determinada profundidad. En esto se diferencia del término solar que solo se considera respecto de su superficie. También se llama así a la fábrica que separa o forma los diferentes pisos de un edificio.